# 前田新悟
前田 新悟（まえだ しんご、1980年3月27日 - ）は、大阪府八尾市出身の元プロ野球選手（内野手）。
現在は、中日ドラゴンズのスコアラーを務めている。

## 来歴・人物

### プロ入り前
少年野球の八尾フレンドからPL学園高へ進む。中学時代からのチーム1年後輩に平石洋介がいた。高校2年夏には1学年上のエース・前川克彦、荒金久雄を擁して、甲子園に遊撃手として出場。東京六大学野球の名門・明治大学で主将を務め、4年生だった2001年には第34回IBAFワールドカップ日本代表にも選出された。東京六大学リーグ通算102試合出場、329打数79安打、打率.240、4本塁打、41打点。3年生だった2000年秋にベストナインに選ばれた。
2001年度のドラフト会議で中日ドラゴンズから5位指名を受け、入団。即戦力内野手との期待を受けていた。

### プロ入り後
ルーキーイヤーの2002年は、わずか3試合の出場に終わったが、10月の第14回アジア競技大会野球日本代表に選ばれた。同年から2004年にかけて中日でプレーしたが、一軍では無安打に終わった。
2004年10月12日に球団から戦力外通告を言い渡され、12月2日付で自由契約となる。そのまま現役を引退し、中日球団のスコアラーに転身した。
2005年から2007年までは読売ジャイアンツ（巨人）を担当し、2008年から2011年までは東京ヤクルトスワローズを担当した。2012年からはスコアラーの担当制が廃止される。

## 詳細情報

### 年度別打撃成績
| 年 度     | 球 団     | 試 合 | 打 席 | 打 数 | 得 点 | 安 打 | 二 塁 打 | 三 塁 打 | 本 塁 打 | 塁 打 | 打 点 | 盗 塁 | 盗 塁 死 | 犠 打 | 犠 飛 | 四 球 | 敬 遠 | 死 球 | 三 振 | 併 殺 打 | 打 率 | 出 塁 率 | 長 打 率 | O P S |
| --------- | --------- | ----- | ----- | ----- | ----- | ----- | -------- | -------- | -------- | ----- | ----- | ----- | -------- | ----- | ----- | ----- | ----- | ----- | ----- | -------- | ----- | -------- | -------- | ----- |
| 2002      | 中日      | 3     | 4     | 4     | 0     | 0     | 0        | 0        | 0        | 0     | 0     | 0     | 0        | 0     | 0     | 0     | 0     | 0     | 2     | 0        | .000  | .000     | .000     | .000  |
| 2003      | 中日      | 14    | 9     | 9     | 0     | 0     | 0        | 0        | 0        | 0     | 0     | 0     | 0        | 0     | 0     | 0     | 0     | 0     | 1     | 1        | .000  | .000     | .000     | .000  |
| 2004      | 中日      | 2     | 3     | 3     | 0     | 0     | 0        | 0        | 0        | 0     | 0     | 0     | 0        | 0     | 0     | 0     | 0     | 0     | 0     | 0        | .000  | .000     | .000     | .000  |
| 通算：3年 | 通算：3年 | 19    | 16    | 16    | 0     | 0     | 0        | 0        | 0        | 0     | 0     | 0     | 0        | 0     | 0     | 0     | 0     | 0     | 3     | 1        | .000  | .000     | .000     | .000  |

### 記録
- 初出場：2002年6月28日、対広島東洋カープ14回戦（ナゴヤドーム）、2回裏に朝倉健太の代打で出場
- 初打席：同上、2回裏に鶴田泰の前に空振り三振
- 初先発出場：2003年4月26日、対ヤクルトスワローズ5回戦（明治神宮野球場）、8番・遊撃手で先発出場

### 背番号
- 25 （2002年 - 2003年）
- 00 （2004年）